# Lužice (Kadaň)
Lužice (německy Luschitz) je zaniklá vesnice v okrese Chomutov. Nacházela se v nadmořské výšce 273 m asi 6,5 kilometru východně od Kadaně. Nejbližší sousední vesnicí byly Tušimice, které se nacházely asi o půl kilometru dál na severovýchod a ke kterým Lužice jako část obce patřila. Vesnice zanikla v roce 1972 v souvislosti s těžbou hnědého uhlí v prostoru lomu Nástup.

## Název
Název vesnice je odvozen jako zdrobnělina ze slova lůžě, louže. V historických pramenech se jméno vesnice vyskytuje ve tvarech: Luzicz (1454), Lusycz (1536), Luschicz (1561) Luchitz (1787) nebo Luschitz (1846).

## Historie
První písemná zmínka o Lužici pochází z roku 1239. Vesnice bývala královským lénem, které roku 1352 získali páni ze Šumburka. Dalšími majiteli byli v 16. století Fictumové a na počátku 17. století Volf z Wolfsberku, který roku 1604 Lužici prodal městu Kadaň. Město ji poté spravovalo prostřednictvím svého milžanského statku.
V polovině 17. století byla Lužice v důsledku třicetileté války ve špatném stavu. Podle berní ruly z roku 1654 ve vsi byly tři šosovní statky, ale jejich dvory byly pusté. Tři zdejší sedláci měli čtyři potahy, tři krávy, pět jalovic a sedm prasat. Na polích se pěstovala pšenice. Roku 1694 město Lužici vyčlenilo jako samostatný statek, ke kterému patřil rybník a přibližně 370 strychů půdy. Rybník i pozemky byly odděleny od Vadkovic.
Od roku 1756 patřil lužický statek kadaňskému Bratrstvu svatého Růžence. Po jeho zrušení se majitelé často střídali. Roku 1787 vesnici koupil hrabě František Xaver z Auersperku, po něm ji postupně vlastnilo několik kadaňských měšťanů a v roce 1818 byl majitelem Ignác Schreiter ze Schwarzenfeldu. Od jeho syna Adolfa statek koupil hrabě Karel z Wolkenstein-Trostburku, kterému patřil mimo jiné ahníkovský zámek. Hrabě nechal v letech 1870–1872 v Lužici postavit novogotický zámek.
Mezi vesnicí a Tušimicemi se nacházely štěrkové lomy, ve kterých se sbíraly porcelánové jaspisy. V 19. století se v okolí rozšířilo ovocnářství a ve správním území obce roku 1860 rostlo 13 806 stromů. Mnoho jich pomrzlo během zimy na přelomu let 1928 a 1929, kdy teploty klesly až na −35 °C.
Lužický velkostatek patřil k Ahníkovu až do roku 1880, kdy jej koupila Marie Procházková a od ní v roce 1893 hrabě Bedřich z Westphalen-Fürstenbergu. Daroval jej jako věno své dceři, která se provdala za Alfreda Hoyose a jejich rodina jej vlastnila až do roku 1945. Bývalý zámeček v padesátých letech 20. století sloužil jako budova politické školy a koncem téhož desetiletí byl upraven na internátní učňovskou školu, kterou provozoval kralupský důl Ludmila. V té době se už k vesnici přibližovaly povrchové hnědouhelné lomy, kvůli kterým vesnice roku 1972 zanikla.

## Obyvatelstvo
Při sčítání lidu v roce 1921 zde žilo 118 obyvatel (z toho 60 mužů), z nichž bylo patnáct Čechoslováků, 92 Němců a jedenáct cizinců. Kromě devíti evangelíků byli římskými katolíky. Podle sčítání lidu z roku 1930 měla vesnice 104 obyvatel: 21 Čechoslováků, 82 Němců a jednoho cizince. S výjimkou devíti evangelíků se hlásili k římskokatolické církvi.
|           | 1869 | 1880 | 1890 | 1900 | 1910 | 1921 | 1930 | 1950 | 1961 | 1970 |
| --------- | ---- | ---- | ---- | ---- | ---- | ---- | ---- | ---- | ---- | ---- |
| Obyvatelé | 106  | 120  | 107  | 126  | 118  | 118  | 104  | 72   | 62   | 27   |
| Domy      | 13   | 13   | 16   | 16   | 12   | 12   | 11   | 8    | .    | 5    |

## Obecní správa
Po zrušení poddanství se Lužice roku 1850 stala samostatnou obcí, kterou zůstala až do roku 1953, kdy byla připojena k Tušimicím. Úředně byla jako část obce zrušena 4. února 1972.